# Enric Bassas
Enric Bassas Rotxotxo (Tiana, 1890-ibid., 1975) fue un escultor catalán, conocido por realizar varias medallas modernistas con influencias del clasicismo. También es autor de la escultura de un mamut del Parque de la Ciudadela de Barcelona.
Se puede ver su medalla del Real Círculo Artístico de Barcelona en la colección permanente de numismática del Museo Nacional de Arte de Cataluña. Esta medalla fue la ganadora del primer premio del concurso que organizó el Círculo Artístico y con un jurado presidió por Lluís Masriera.
Fue uno de los maestros de Martí Llauradó i Mariscot.